# Formation des structures
La formation des structures est le processus primordial de genèse des structures de l'Univers observable actuel à partir d'un état dense, chaud et surtout quasiment uniforme. Comprendre ce passage de l'homogène et uniforme à une grande diversité de structures est un enjeu fondamental en cosmologie,,,.

## Généralités
Selon les modèles actuels, la structure de l'univers observable s'est formée au cours des étapes suivantes.
- Univers nouveau-né : à ce stade, un mécanisme tel que l'inflation cosmique est la cause des conditions initiales de l'Univers : l'homogénéité, l'isotropie et l'absence de courbure[3],[6].
- Plasma primordial : l'Univers est dominé par le rayonnement pendant la majeure partie de cette étape, et du fait du libre déplacement, les structures ne peuvent s'amplifier par gravitation. Néanmoins, une évolution importante se produit, la nucléosynthèse primordiale, qui crée les éléments primordiaux et l'émission du rayonnement du fond diffus cosmologique. La structure détaillée de l'anisotropie du fond diffus cosmologique est aussi créée lors de cette phase[2].
- Croissance linéaire des structures : une fois que domine la matière, en particulier la matière noire froide, l'effondrement gravitationnel de l'Univers peut commencer et amplifier les faibles défauts d'homogénéité demeurés après l'épisode d'inflation cosmique, causant la chute de la matière vers les régions denses et accentuant la rareté de la matière dans les régions où elle était initialement raréfiée. À ce stade, les inhomogénéités de densité sont décrites par une simple équation différentielle linéaire[4],[7].
- Croissance non linéaire des structures : au fur et à mesure de l'accroissement de densification des régions déjà denses, l'approximation linéaire qui décrit les inhomogénéités de densité commence à ne plus être valable (des particules adjacentes peuvent éventuellement commencer à se croiser selon des caustiques) et un traitement plus détaillé, utilisant pleinement la théorie newtonienne de la gravité, devient nécessaire. À côté de l'expansion de l'Univers en arrière-plan, causée par la relativité générale, l'évolution sur ces échelles comparativement réduites est habituellement bien approximée par la théorie newtonienne. C'est à ce stade que commencent à se former des structures telles que les amas de galaxies ou les halos galactiques. Pourtant, à ce régime, seules les forces gravitationnelles sont significatives parce que la matière noire, dont on pense qu'elle n'interagit que faiblement, joue un rôle dominant[8].
- Évolution astrophysique : l'étape finale de l'évolution se déroule lorsque les forces électromagnétiques prennent de l'importance dans l'évolution de la structure, où la matière baryonique s'agglomère densément, comme dans les galaxies et les étoiles. Dans certains cas, tels que les noyaux actifs de galaxies et les quasars, la théories newtonienne ne fonctionnent plus convenablement et la relativité générale devient significative. On l'appelle gastrophysique[réf. nécessaire] du fait de sa complexité : il faut tenir compte de nombreux effets complexes différents, dont la gravité, la magnétohydrodynamique et les réactions nucléaires[8].

Ces trois dernières étapes se produisent à des moments différents qui dépendent de l'échelle. Les échelles les plus grandes de l'Univers sont encore bien approximées par la théorie linéaire, alors que les amas et superamas de galaxies et de nombreux phénomènes localisés dans les galaxies doivent être modélisés au cours d'une approche nuancée, en prenant bien en compte toutes les forces. Ceci s'appelle la formation hiérarchique des structures : les structures liées gravitationnellement les plus petites en premier, c'est-à-dire les quasars et les galaxies, suivies par les groupes et amas puis les superamas de galaxies. On pense qu'à cause de la présence d'énergie sombre dans l'Univers, aucune échelle de structure supérieure ne peut s'y former.

## L'Univers nouveau-né
Du point de vue de la physique fondamentale, les tout premiers instants de l'Univers restent encore une époque mal comprise. La théorie qui prévaut, l'inflation cosmique, contribue assez bien à expliquer la courbure plate, l'homogénéité et l'isotropie de l'Univers, de même que l'absence de particules exotiques qui seraient des reliques de cette époque (telles que les monopôles magnétiques). Par surcroît, elle a permis de faire une prédiction cruciale confirmée par l'observation : l'Univers primordial était porteur de faibles perturbations qui ont généré la formation des structures dans l'Univers ultérieur. Ces fluctuations, alors qu'elles fondent toutes structures de l'Univers apparaissent seulement comme de faibles fluctuations de température à une partie pour cent mille. Pour illustrer cet aspect, c'est comparable à une carte topographique d'un continent où les différences de niveaux ne dépasseraient pas le centimètre. Ces fluctuations sont critiques, car elles sont les éléments à partir desquels se formeront et croîtront et finalement s'effondreront les plus grandes structures dans l'Univers pour donner des étoiles et des galaxies. Dans les années 1990, le satellite COBE (Cosmic Background Explorer) a fourni la première détection des fluctuations propres au rayonnement de fond diffus cosmologique
On pense que ces perturbations ont des caractéristiques très spécifiques : elles forment un champ gaussien aléatoire (en) dont la fonction de covariance est diagonale et presque d'échelle invariante. Les fluctuations observées se sont révélées comme ayant exactement cette forme, et de plus, l'indice spectral (qui mesure la déviation d'un spectre d'échelle invariante - ou Harrisson-Zel'Dovitch - mesuré par le satellite WMAP est très proche des valeurs prédites par le modèle d'inflation le plus simple et le plus robuste. Autre propriété importante des perturbations primordiales, le fait qu'elles soient adiabatiques (ou isentropiques entre les différentes variétés de matières qui composent l'Univers), est prédit par l'inflation cosmique et a reçu la confirmation des observations.
D'autres théories de l'Univers nouveau-né, qui prétendent effectuer des propositions très proches, ont été proposées telle que la cosmologie des branes gazeuses, le modèle cyclique, le modèle pré-Big Bang et l'Univers holographique. Mais elles en restent aux prémisses et ne sont pas très largement acceptées. Quelques théories comme celle des cordes cosmiques ont été très largement faussées par des données d'une précision croissante.

### Le problème de l'horizon

En trait plein, la dimension physique du rayon de Hubble comme fonction du facteur d'échelle de l'Univers. En pointillé, la longueur d'onde physique d'un mode de perturbation. Le croquis illustre comment le mode de perturbation sort de l'horizon durant la période de l'inflation cosmique pour y retourner durant la phase de domination du rayonnement. Si l'inflation cosmique n'avait jamais eu lieu, et si la domination du rayonnement se prolongeait dans le passé jusqu'à la singularité gravitationnelle, alors le mode de perturbation ne serait jamais sorti de l'horizon dans les tout premiers âges de l'Univers.

Un concept très important dans la théorie de la formation des structures est la notion de rayon de Hubble, souvent appelé plus simplement l'horizon, parce qu'il est en relation étroite avec l'horizon des particules. Le rayon de Hubble est lié au paramètre de Hubble {\displaystyle H} puisque {\displaystyle R=c/H}, où {\displaystyle c} est la vitesse de la lumière. En simplifiant, il définit le volume de l'Univers proche qui a été récemment (dans la dernière période d'expansion) en contact causal avec l'observateur. Comme l'Univers est en expansion constante, sa densité d'énergie diminue constamment (en l'absence de véritable matière exotique telle que l'énergie fantôme). Les équations de Friedmann établissent la relation entre la densité d'énergie de l'Univers et le paramètre de Hubble, et montre que le rayon de Hubble est en augmentation continue.
Dans la cosmologie du Big Bang, le problème de l'horizon relève que, sans l'inflation, les perturbations n'auraient jamais été en contact causal avant d'entrer dans l'horizon, et donc que l'homogénéité et l'isotropie de, par exemple, la distribution à grande échelle des galaxies ne peut pas être expliquée. C'est parce que, dans une cosmologie de Friedmann-Lemaître-Robertson-Walker ordinaire, le rayon de Hubble croît plus rapidement que l'expansion de l'espace, ainsi les perturbations n'entrent absolument jamais dans le rayon de Hubble, et elles ne sont pas exclues lors de l'expansion de l'espace. Ce paradoxe est résolu par l'inflation cosmique, qui suggère qu'il y a eu une phase d'expansion très rapide de l'expansion dans l'Univers nouveau-né, dans lequel le rayon de Hubble était presque constant. Aussi, l'isotropie à grande échelle observée aujourd'hui est causée par des fluctuations quantiques qui sont sorties de l'horizon pendant l'inflation cosmique.

## Plasma primordial
La fin de l'inflation s'appelle le réchauffement, lorsque les particules de l'inflation se désintègrent en un plasma thermique chaud d'autres particules. À cette époque, le contenu énergétique de l'Univers se présente entièrement sous forme de rayonnement, avec les particules du modèle standard affectées de vitesses relativistes (proches de la vitesse de la lumière). On pense que, le plasma se refroidissant, la baryogénèse et la leptogénèse se produisent, en même temps que le plasma de quark-gluon se refroidit, la rupture de symétrie électrofaible se produit et l'Univers devient alors principalement composé de protons, de neutrons et d'électrons ordinaires. L'Univers se refroidissant encore, la nucléosynthèse du Big Bang survient et sont alors créées de petites quantités de noyaux de deutérium, hélium et lithium. L'Univers se refroidissant tout en s'agrandissant, l'énergie des photons commence à se décaler vers le rouge, les particules deviennent non relativistes, et la matière ordinaire devient dominante dans l'Univers. Finalement, les atomes se forment lorsque les électrons libres se lient à des noyaux. Ceci supprime la diffusion Thomson des photons. Se combinant avec la raréfaction de la matière (et en conséquence, l'augmentation des libres parcours moyens des photons), l'Univers devient transparent, et le rayonnement micro-ondes du fonds diffus est émis à l'instant de la recombinaison (la surface de la dernière dispersion).

### Oscillations acoustiques
L'amplitude des structures ne croît pas de façon substantielle durant cette époque. Pour la matière noire, l'expansion de l'espace (causée par la composante des grandes radiations) est tellement rapide que la croissance est entièrement supprimée pour les particules de matière noire non relativiste. De plus, la matière noire n'étant pas sous pression, l'écoulement libre (en) empêche la croissance de petites structures. D'autre part, dans le fluide relativiste, la très grande pression empêche la croissance de structures plus grandes que la longueur de Jeans (en), qui est très proche du rayon de Hubble pour les rayonnements. D'où l'atténuation des perturbations.
Ces perturbations sont cependant toujours très importantes puisqu'elles sont responsables de la physique subtile résultant dans l'anisotropie micro-ondes du fond cosmologique. À cette époque, l'amplitude des perturbations qui entrent dans l'horizon oscille selon une sinusoïde, avec des régions denses encore plus raréfiées et devenant donc encore plus denses, avec une fréquence en relation avec la taille des perturbations. Si la perturbation oscille un nombre entier ou demi-entier de fois entre son entrée dans l'horizon et la recombination, elle apparaît comme un pic acoustique sur l'anisotropie micro-ondes du fond cosmologique. Une demi-oscillation, dans laquelle une région dense devient une région raréfiée, ou vice-versa, apparaît comme un pic parce que l'anisotropie se présente comme un spectre de puissance, ainsi les sous-densités contribuent à la puissance tout autant que les sur-densités. La physique qui détermine la structure détaillée des pics du fond micro-ondes est compliquée, mais ces oscillations en fournissent l'essence,,,,.

## Structure linéaire

Évolution de deux perturbations au modèle homogène de Big Bang Lambda-CDM. Entre son entrée dans l'horizon et son découplage, la perturbation de la matière noire (en pointillés), croît de façon logarithmique, avant que la croissance de la domination de la matière s'accélère. D'un autre côté, entre l'entrée dans l'horizon et le découplage, la perturbation du fluide baryon-photon oscille rapidement. Après découplage, elle croît rapidement jusqu'à atteindre la perturbation de la matière dominante, le mode matière noire.

Une des réussites déterminantes réalisée par les cosmologistes dans les années 1970 et 1980 fut la mise en évidence qu'une majorité de la matière contenue dans l'Univers était composée non pas d'atomes, mais plutôt d'une forme mystérieuse de matière que l'on a désignée sous le nom de matière noire. La matière noire interagit au travers de la force de gravité mais elle n'est pas composée de baryons, et l'on sait avec une grande précision qu'elle n'émet ni n'absorbe aucun rayonnement. Elle peut être composée de particules qui interagissent au travers de l'interaction faible, telles que les neutrinos, mais elle peut être entièrement composée des trois sortes connues de neutrinos (bien que certains aient suggéré qu'il s'agit d'un neutrino stérile). Des preuves récentes suggèrent qu'il y a à peu près cinq fois plus de matière noire que de matière baryonique, et la dynamique de cette période est donc dominée par la matière noire.
La matière noire joue un rôle-clé dans la formation des structures parce qu'elle est uniquement sensible à la force de gravité : l'instabilité gravitationnelle de Jeans qui permet aux structures compactes de se former ne rencontre aucune force pour s'y opposer, telle que la pression de radiation. Il en résulte que la matière noire commence à s'effondrer en un réseau complexe de halos de matière noire, bien avant la matière ordinaire, qui est entravée par les forces de pression. Sans la matière noire, l'époque de la formation des galaxies se serait produite considérablement plus tard que ce que l'on observe dans l'Univers.
La physique de la formation des structures de cette période est particulièrement simple puisque les perturbations aux différentes longueurs d'onde de la matière noire évoluent indépendamment. Le rayon de Hubble s'accroissant dans l'Univers en cours d'expansion, il intègre des perturbations de plus en plus grandes. Pendant la domination de la matière, toutes les perturbations causales de la matière noire s'accroissent au travers de regroupements gravitationnels. Cependant, les perturbations des longueurs d'onde plus courtes qui sont intégrées pendant la domination du rayonnement voient leur croissance différée jusqu'à la domination de la matière. À ce stade, on s'attend à ce que la matière baryonique, lumineuse, reflète simplement l'évolution de la matière noire, et leur évolution devrait suivre étroitement les mêmes sentiers.
Calculer ce spectre linéaire de puissance est un problème simple, et comme outil pour la cosmologie, d'une importance comparable au rayonnement micro-ondes du fond cosmologique. Le spectre de puissance a été mesuré par des relevés de galaxies, tels que le Sloan Digital Sky Survey, et par des relevés de forêts Lyman-α. Ces relevés, observant les radiations émises par les galaxies et les quasars, ne mesurent pas directement la matière noire, mais on s'attend à ce que la distribution à grande échelle des galaxies (et des lignes d'absorption des forêts Lyman-α) reflète étroitement la distribution de matière noire. Tout cela dépend si les galaxies sont plus grandes et plus nombreuses dans les régions les plus denses de l'Univers, alors qu'elles sont en comparaison plus rares dans les régions les plus désertes.

## Structure non linéaire
Lorsque les perturbations se sont suffisamment agrandies, une petite région peut atteindre une densité substantiellement supérieure à la moyenne de celle de l'Univers. À ce stade, la physique concernée devient beaucoup plus complexe. Lorsque les déviations d'homogénéité sont petites, la matière noire peut être traitée comme un fluide sans pression, et son évolution traitée à l'aide d'équations très simples. Dans les régions significativement plus denses que les autres, on doit intégrer la théorie newtonienne de la gravité tout entière. La théorie de Newton est appropriée parce que les masses considérées sont bien inférieures à celles requises pour la formation d'un trou noir et que l'on peut ignorer la vitesse de la gravité puisque la durée de traversée de la structure par la lumière est encore inférieure au temps dynamique caractéristique. La matière noire commence à former des caustiques dans lesquelles les trajectoires des particules adjacentes se croisent, ou bien des particules commencent à former des orbites. C'est un signe que les approximations linéaires et fluides deviennent invalides. Ces dynamiques se comprennent généralement mieux à l'aide de simulations à N corps, bien qu'on puisse utiliser dans certains cas une grande variété de schémas semi-analytiques, comme le formalisme de Press-Schechter (en). Alors qu'en principe des simulations sont assez simples, en pratique, elles sont très difficile à mettre en œuvre, car elles demandent de simuler des millions ou des milliards de particules. De plus, malgré le grand nombre de particules, chaque particule pèse typiquement 109 masses solaires et des effets de discrétisation peuvent devenir significatifs. La plus grande simulation de ce type est la simulation Millennium.
Le résultat des simulations à N-corps suggèrent que l'Univers est largement composé de vides, dont la densité peut descendre à un dixième de la moyenne du Cosmos. La matière se condense en de grands filaments et halos de galaxies dont la structure ressemble aux entrelacs d'une multitude de toiles d'araignées. Cela forme les galaxies, les groupes et amas de galaxies, et les superamas de galaxies. Alors que les simulations paraissent s'accorder largement avec les observations, leur interprétation est compliquée par la compréhension de la densité d'accumulation de matière noire susceptible de déclencher la formation des galaxies. En particulier, se forment beaucoup plus de petits halos que ceux que permet de voir l'observation, les galaxies naines et les amas globulaires. Cette différence est connue sous le nom de problème du biais galactique et une grande variété d'explications ont été avancées. La plupart le considèrent comme un effet de la physique compliquée de la formation des galaxies, mais certains ont suggéré qu'il s'agit d'un problème provenant de notre modèle de matière noire et que quelques effets tels que la matière noire tiède empêchent la formation des halos les plus petits.

## Évolution astrophysique
Le stade final de l'évolution survient lorsque les baryons se condensent vers le centre des halos de galaxies pour former des galaxies, des étoiles et des quasars. Alors que, ne subissant pas la pression de radiation, la matière noire accélère énormément la formation de halos denses, la formation de plus petites structures est impossible à partir de la matière noire parce qu'elle ne peut dissiper le moment angulaire, alors que la matière baryonique ordinaire peut s'effondrer et former des objets denses en dissipant le moment angulaire à travers le refroidissement radiatif. La compréhension de ces processus constitue un problème de calcul d'une difficulté énorme, puisqu'elle suppose d'intégrer la physique de la gravitation, la magnétohydrodynamique, la physique atomique, les réactions nucléaires, les turbulences, et même la relativité générale. Dans la plupart des cas, il n'est pas encore possible de mettre en œuvre des simulations qui puissent se comparer quantitativement avec des observations, et les meilleures que l'on sache faire sont encore des simulations approximatives qui illustrent la caractéristique qualitative principale d'un processus tel que la formation d'étoiles.

## Modélisation de la formation des structures

### Perturbations cosmologiques
Une grande partie des difficultés et de nombreuses discussions sur la compréhension des structures à grande échelle de l'Univers peuvent être résolues par une meilleure compréhension du choix de la jauge en relativité générale. Selon la décomposition du vecteur-tenseur-scalaire (en), la métrique comprend quatre perturbations scalaires, deux perturbations vectorielles et une perturbation tensorielle. Seules les perturbations scalaires sont significatives : les vecteurs sont exponentiellement supprimés dans l'Univers initial, et le mode tensoriel n'effectue qu'une petite (mais importante) contribution, sous la forme du rayonnement gravitationnel primordial et des modes-B de la polarisation du fond diffus cosmologique micro-ondes. Deux des quatre modes scalaires peuvent être éliminés par une transformation de coordonnées non significative au plan physique. Les modes qui sont éliminés déterminent le nombre infini des réglages de jauges (en) possibles. La jauge la plus populaire est la jauge de Newton (en) (et la jauge conformale de Newton qui lui est étroitement reliée), dans laquelle les scalaires retenus sont les potentiels de Newton Φ et Ψ, qui correspondent exactement au potentiel énergétique newtonien de la gravité newtonnienne. Beaucoup d'autres jauges sont utilisées, dont la jauge synchrone (en), qui peut être une jauge efficace pour des calculs numériques (on l'utilise pour CMBFAST (en)). Chaque jauge maintiennent quelques degrés de liberté non physiques. Il existe un formalisme appelé à invariance de jauge, dans lequel seuls sont considérées les combinaisons de variables à invariance de jauge.

### Inflation et conditions initiales
On pense que les conditions initiales de l'Univers sont survenues des fluctuations en mécanique quantique d'échelle invariante de l'inflation cosmique. La perturbation de la densité d'énergie du fond en un point donné {\displaystyle \rho (\mathbf {x} ,t)} de l'espace est donnée par un champ gaussien aléatoire (en) isotrope, homogène à moyenne zéro. Ceci signifie que la transformation spatiale de Fourier de {\displaystyle \rho } - {\displaystyle {\hat {\rho }}(\mathbf {k} ,t)} doit avoir les fonctions de corrélation (en) suivantes :
{\displaystyle \langle {\hat {\rho }}(\mathbf {k} ,t){\hat {\rho }}(\mathbf {k} ',t)\rangle =f(k)\delta ^{(3)}(\mathbf {k} -\mathbf {k'} )},
- où {\displaystyle \delta ^{(3)}} est la fonction delta de Dirac à trois dimensions,
- et {\displaystyle k=|\mathbf {k} |} est la longueur de {\displaystyle \mathbf {k} }. De plus, le spectre prédit par l'inflation est presque d'échelle invariante, ce qui signifie : {\displaystyle \langle {\hat {\rho }}(\mathbf {k} ,t){\hat {\rho }}(\mathbf {k} ',t)\rangle =k^{n_{s}-1}\delta ^{(3)}(\mathbf {k} -\mathbf {k'} )},
- où {\displaystyle n_{s}-1} est un nombre petit.

Finalement, les conditions initiales sont adiabatiques ou isentropiques, ce qui signifie que la perturbation fractionnelle de l'entropie de chaque espèce de particules est égale.